# Albert Buchmann (SS-Mitglied)
Albert Buchmann (* 17. Oktober 1888 in Wilgartswiesen; † wahrscheinlich im Dezember 1942 in der Sowjetunion) war ein deutscher SS-Führer und Polizist, zuletzt im Rang eines Oberstleutnants der Polizei.

## Leben und Tätigkeit
Von 1914 bis 1918 nahm Buchmann am Ersten Weltkrieg teil, in dem er zum Leutnant befördert und mit dem Eisernen Kreuz beider Klassen ausgezeichnet wurde.
Zum 1. Februar 1920 trat Buchmann in die Schutzpolizei ein. Während der Besetzung des Rheinlandes durch die Franzosen im Jahr 1923 soll er sich am Widerstand gegen diese beteiligt haben und ein Experte auf den Gebieten der Spionage- und Gegenspionage geworden sein. Er konnte seine Karriere in dieser nach 1933 dank der Protektion des pfälzischen Gauleiters Josef Bürckel fortsetzen. Er wurde zwar zunächst nicht Mitglied der NSDAP, engagierte sich aber zunächst als förderndes Mitglied der SS, bevor er dieser schließlich 1938 als vollgültiges Mitglied der Schutzstaffel beitrat.
Der SD-Agent Heinrich Pfeifer berichtete in seinem 1940 in Großbritannien erschienenen Buch Inside the Gestapo, dass Buchmann – den er als „kleinen, drahtigen Mann mit scharfgeschnittenen vogelähnlichen Zügen“ beschreibt – ein Experte in der Organisation von Entführungen politischer Gegner gewesen sei: In diesem Zusammenhang habe er 1934 den Auftrag erhalten, den kommunistische Propagandisten Willy Münzenberg aus dem damals noch nicht zum Deutschen Reich gehörenden Saargebiet zu entführen: Münzenberg sollte von Agenten zu einem Treffen in einem Restaurant in Saarbrücken gelockt, dort überwältigt und heimlich über die Reichsgrenze geschafft und nach Berlin geschafft werden. Dieses Vorhaben scheiterte jedoch daran, dass Münzenberg sich auf ein solches Treffen nicht einließ und Buchmann und seinen Agenten keine Gelegenheit gab, sich seiner zu bemächtigen.
1935/1936 sah Buchmann sich persönlichen Nachstellungen durch den SS-Chef Heinrich Himmler, mit dem er verfeindet war, ausgesetzt. Eine gegen ihn angestrengte Verhandlung vor dem Gaugericht Saar-Pfalz im Jahr 1936 überstand er, da er in Bürckel einen mächtigen Freund hatte, der schützend seine Hand über ihn legte und seine langjährige Sympathie für den Nationalsozialismus bezeugte.
In der Schutzpolizei wurde Buchmann während der NS-Zeit kontinuierlich befördert: 1938 erreichte er den Rang eines Majors der Schutzpolizei und zum 1. Juni 1942 den Rang eines Oberstleutnants der Schutzpolizei.
Buchmann beantragte am 4. Juni 1937 die Aufnahme in die NSDAP und wurde rückwirkend zum 1. Mai desselben Jahres aufgenommen (Mitgliedsnummer 4.822.468).
Mit Wirkung vom 1. September 1940 wurde Buchmann von Heinrich Himmler als SS-Mann in die Schutzstaffel (SS) übernommen (SS-Nr. 393.265) und gemäß dem Prinzip der Dienstgradangleichung – das festlegte, dass Polizeiangehörige die in die SS aufgenommen wurden einen ihrem Polizeidienstgrad entsprechenden SS-Dienstgrad erhielten – entsprechend seinem damaligen Polizeidienstgrad als Major zum SS-Sturmbannführer befördert. Zudem wurde er zum SS-Führer der Stammabteilung Spree Bezirk 75 ernannt.
Während der ersten Monate des Zweiten Weltkrieges war Buchmann bei der Polizeioffiziersschule der Ordnungspolizei in Köpenick beschäftigt. In der Zeit von Juli bis Dezember 1942 führte er als Kommandeur das Polizeiregiment 14 mit Dienstsitz in Mogilew, das an der „Partisanenbekämpfung“ in seinem Zuständigkeitsgebiet betraut war, wobei es sich in Realität vor allem um die massenhafte Erschießung von Juden und Angehörigen anderer von der NS-Regierung als unliebsame Elemente eingestuften Personengruppen handelte. Während dieser Zeit wurde er in der SS zum Obersturmbannführer (20. April 1942) und zum Standartenführer befördert (9. November 1942).
In der Allgemeinen SS wurde Buchmann während dieser Zeit – in Abwesenheit – mit Wirkung vom 15. November 1942 seiner Dienststellung als Führer in der Stammabteilung Spree Bezirk 75 enthoben und zum Führer in der Stammabteilung Spree Bezirk 6 ernannt. Zum 1. Juli 1943 wurde er vom SS-Personalhauptamt auf dem Papier dieser Dienststellung enthoben und zum Führer beim Stab des SS-Abschnitts III ernannt.
Buchmanns Personalakte zufolge ist er seit Dezember 1942 „im Osten“ vermisst (Meldung des SS-Oberabschnitts Spree an den Chef des SS-Personalhauptamtes vom 2. Juni 1944).

## Nachlass
Im Bundesarchiv haben sich Personalunterlagen zu Buchmann erhalten. Namentlich befinden sich im Bestand des ehemaligen BDC eine PK-Akte (Mikrofilm B 122, Bilder 1737–1772) und eine SS-Personalakte (Mikrofilm SSO 114, Bilder 1079–1104).